# Kano (stato)
Il Kano è uno dei 36 stati della Nigeria, situato nel centro-nord della Nigeria con capitale la città omonima di Kano. Fu creato nel 1967 da una parte della Northern Region. Confina con gli Stati di Katsina e Jigawa nord-est, Bauchi e Kaduna a sud.

## Suddivisioni
Lo stato di Kano  è suddiviso in 44 aree a governo locale (local government areas):
- Dala
- Kano
- Kumbotso
- Nassarawa
- Rimin Gado
- Tofa
- Doguwa
- Tudun Wada
- Sumaila
- Wudil
- Takai
- Albasu
- Bebeji
- Rano
- Bunkure
- Karaye
- Kiru
- Kabo
- Kura
- Madobi
- Gwarzo
- Shanono

- Dawakin Kudu
- Tsanyawa
- Bichi
- Dambatta
- Minjibir
- Ungogo
- Gezawa
- Gabasawa
- Bagwai
- Gaya
- Dawakin Tofa
- Warawa
- Fagge
- Gwale
- Tarauni
- Ajingi
- Garko
- Garun Mallam
- Rogo
- Makoda
- Kibiya
- Kunchi